# Inaruwa
Inaruwa ist eine Stadt im östlichen Terai in Nepal und Verwaltungssitz des Distriktes Sunsari in der Provinz Koshi. 
Die Stadt liegt an der nationalen Überlandstraße von Bhim Datta nach Mechinagar, dem Mahendra Rajmarg. In der Stadt herrscht ein tropisches Monsunklima mit heißen Sommern und warmen Wintern. Die Normaltemperaturen liegen in der Regel zwischen 34 °C und 26 °C im Sommer, wobei es nie kälter als 24 °C wird, im Winter zwischen 25 °C und 10 °C, wobei Temperaturen unter 8 °C extrem selten sind. In Inaruwa gibt es wegen des tropischen Klimas auch viele Kokospalmen und andere tropische Pflanzen.
Das Stadtgebiet von Inaruwa umfasst 22,36 km².

## Einwohner
Bei der Volkszählung 2011 hatte die Stadt Inaruwa 28.454 Einwohner (davon 14.174 männlich) in 6195 Haushalten.